# 小行星5251
小行星5251（5251 Bradwood）是一颗绕太阳运转的小行星，为火星轨道穿越小行星。该小行星于1985年5月18日发现。

## 轨道参数
小行星5251的轨道半长轴为2.3611941 UA，离心率为0.295。